# Соснівська сільська рада (Шумський район)
Сосні́вська сільська́ ра́да — адміністративно-територіальна одиниця та орган місцевого самоврядування в Шумському районі Тернопільської області. Адміністративний центр — село Соснівка.

## Загальні відомості
- Територія ради: 29,385 км²
- Населення ради: 1 021 осіб (станом на 2001 рік)
- Територією ради протікає річка Вілія

## Населені пункти
Сільській раді підпорядковані населені пункти:
- с. Соснівка
- с. Бірки

## Склад ради
Рада складається з 14 депутатів та голови.
- Голова ради: Уваров Сергій Анатолійович
- Секретар ради: Головач Анастасія Миколаївна

### Керівний склад попередніх скликань
| Прізвище, ім'я, по батькові | Основні відомості                                                                          | Дата обрання | Дата звільнення |
| --------------------------- | ------------------------------------------------------------------------------------------ | ------------ | --------------- |
| Уваров Сергій Анатолійович  | Сільський голова, 1971 року народження, освіта вища                                        | 26.03.2006   | 31.10.2010      |
| Уваров Сергій Анатолійович  | Сільський голова, 1971 року народження, освіта вища, член політичної партії «Наша Україна» | 31.10.2010   |                 |

Примітка: таблиця складена за даними сайту Верховної Ради України

### Депутати
За результатами місцевих виборів 2010 року депутатами ради стали:

#### За суб'єктами висування
| Суб'єкт висування | Кількість обраних депутатів | %   |
| ----------------- | --------------------------- | --- |
| Самовисування     | 14                          | 100 |

#### За округами
| № округу | Прізвище, ім'я, по батькові      | Дата визнання обраним | Освіта  | Партійна приналежність           | Відомості про обраного депутата                        |
| -------- | -------------------------------- | --------------------- | ------- | -------------------------------- | ------------------------------------------------------ |
| 1        | Кушнір Анатолій Євгенович        | 03.11.2010            | середня | позапартійний                    | пенсіонер                                              |
| 2        | Панасюк Мелітина Володимирівна   | 03.11.2010            | середня | член Громадянської партії «ПОРА» | тимчасово не працює                                    |
| 3        | Троцюк Лілія Володимирівна       | 03.11.2010            | середня | позапартійна                     | Шумський терцентр, соціальний працівник                |
| 4        | Коханюк Роман Миколайович        | 03.11.2010            | середня | позапартійний                    | ПП «Бона», різноробочий                                |
| 5        | Клапчук Світлана Мефодіївна      | 03.11.2010            | середня | позапартійна                     | пенсіонер                                              |
| 6        | Поліщук Роман Миколайович        | 03.11.2010            | середня | позапартійний                    | Шумський РВ УМВСУ, водій                               |
| 7        | Євичук Валентина Олексіївна      | 03.11.2010            | середня | позапартійна                     | фельдшерсько-акушерський пункт с. Бірки, зав. ФАПом    |
| 8        | Клапчук Володимир Юрійович       | 03.11.2010            | середня | позапартійний                    | ТзОВ «Галичина», збирач молока                         |
| 9        | Левченко Людмила Петрівна        | 03.11.2010            | середня | член Громадянської партії «ПОРА» | пенсіонер                                              |
| 10       | Ставничий Ростислав Михайлович   | 03.11.2010            | середня | позапартійний                    | ПП «Аграрія», механі-затор                             |
| 11       | Головач Анастасія Миколаївна     | 03.11.2010            | вища    | позапартійна                     | Соснівська сільська рада, секретар                     |
| 12       | Франкова Мирослава Володимирівна | 03.11.2010            | середня | позапартійна                     | тимчасово не працює                                    |
| 13       | Григорович Ольга Петрівна        | 03.11.2010            | середня | позапартійна                     | фельдшерсько-акушерський пункт с. Соснівка, зав. ФАПом |
| 14       | Поліщук Світлана Сільвестрівна   | 03.11.2010            | вища    | позапартійна                     | Соснівська сільська рада, голов-ний бухгал-тер         |